# العلاقات القرغيزستانية اللاتفية
العلاقات القيرغيزستانية اللاتفية هي العلاقات الثنائية التي تجمع بين قيرغيزستان ولاتفيا.

## مقارنة بين البلدين
هذه مقارنة عامة ومرجعية للدولتين:
| وجه المقارنة                                              | قيرغيزستان                      | لاتفيا                                             |
| --------------------------------------------------------- | ------------------------------- | -------------------------------------------------- |
| المساحة (كم2)                                             | 199.95 ألف                      | 64.59 ألف                                          |
| عدد السكان (نسمة)                                         | 6.20 مليون                      | 1.93 مليون                                         |
| الكثافة السكانية (ن./كم²)                                 | 31.01                           | 29.88                                              |
| العاصمة                                                   | بيشكك                           | ريغا                                               |
| اللغة الرسمية                                             | اللغة الروسية، اللغة القيرغيزية | اللغة اللاتفية                                     |
| العملة                                                    | سوم قيرغيزستاني                 | يورو، لاتس لاتفي، الروبل اللاتفي ‏، الروبل اللاتفي ‏ |
| الناتج المحلي الإجمالي (بليون دولار)                      | 7.56 مليار                      | 30.26 مليار                                        |
| الناتج المحلي الإجمالي (تعادل القوة الشرائية) بليون دولار | 20.45 مليار                     | 49.24 مليار                                        |
| الناتج المحلي الإجمالي الاسمي للفرد دولار أمريكي          | 1.10 ألف                        | 14.06 ألف                                          |
| الناتج المحلي الإجمالي للفرد دولار أمريكي                 |                                 | 23.55 ألف                                          |
| مؤشر التنمية البشرية                                      | 0.655                           | 0.819                                              |
| رمز المكالمات الدولي                                      | +996                            | +371                                               |
| رمز الإنترنت                                              | .kg                             | .lv                                                |
| المنطقة الزمنية                                           | ت ع م+06:00                     | ت ع م+02:00، ت ع م+03:00، أوروبا/ريغا ‏             |

## منظمات دولية مشتركة
يشترك البلدان في عضوية مجموعة من المنظمات الدولية، منها:
| علم المنظمة | اسم المنظمة                        | تاريخ انضمام قيرغيزستان | تاريخ انضمام لاتفيا |
| ----------- | ---------------------------------- | ----------------------- | ------------------- |
|             | مؤسسة التنمية الدولية              | 24 سبتمبر 1992          | 11 أغسطس 1992       |
|             | يونسكو                             | 2 يونيو 1992            | 9 يوليو 1951        |
|             | وكالة ضمان الاستثمار متعدد الأطراف | 21 سبتمبر 1993          | 21 أغسطس 1998       |
|             | الأمم المتحدة                      | 2 مارس 1992             | 17 سبتمبر 1991      |
|             | الاتحاد البريدي العالمي            | ?                       | ?                   |
|             | البنك الدولي للإنشاء والتعمير      | 18 سبتمبر 1992          | 11 أغسطس 1992       |
|             | اتفاقية السماوات المفتوحة          | ?                       | ?                   |
|             | الاتحاد الدولي للاتصالات           | 20 يناير 1994           | 11 ديسمبر 1921      |
|             | منظمة حظر الأسلحة الكيميائية       | ?                       | ?                   |
|             | مؤسسة التمويل الدولية              | 11 فبراير 1993          | 29 سبتمبر 1993      |
|             | منظمة التجارة العالمية             | ?                       | 1999                |
|             | منظمة الشرطة الجنائية الدولية      | ?                       | ?                   |
|             | منظمة الأمن والتعاون في أوروبا     | 30 يناير 1992           | 10 سبتمبر 1991      |

## وصلات خارجية
- موقع وزارة الخارجية القيرغيزستانية
- موقع وزارة الخارجية اللاتفية